# Cinna Lomnitz
Cinna Lomnitz Aronsfrau (Colônia, 4 de maio de 1925 — Cidade do México, 7 de julho de 2016) foi um engenheiro e geólogo mexicano, conhecido por suas contribuições nos campos da sismologia e mecânica das rochas.
Nascido na Alemanha, Lomnitz se formou em engenharia na Universidade do Chile, em 1948, seguindo para a Universidade Harvard com o intuito de obter seu mestrado em mecânica dos solos, estudando sob supervisão de Karl von Terzaghi, conhecido como fundador do campo da mecânica dos solos. Em 1955 obteve seu doutorado em geofísica pela Caltech com uma dissertação sobre medidas de fluência em rochas ígneas. Sua principal tese resultaria na chamada Lei de Lomnitz, após sua reformulação por Harold Jeffreys em 1958. Após sua formação, retornaria ao Chile e se tornaria o diretor fundador do Instituto de Geofísica da Universidade do Chile, retornando aos EUA para lecionar na Universidade da Califórnia em Berkeley entre 1964 e 1968, quando se mudou para o Instituto de Geofísica da Universidade Nacional Autônoma do México, onde ficou até se aposentar.